# Ведмежий (притока Ковсуга)
Ведмежий, Медві́жа — річка в Україні у Луганській області в Біловодському та Станично-Луганському районах, права притока Ковсуга. Довжина річки 12 км, площа водозбірного басейну 56,5 км², похил русла 4,0 м/км.
Витік річки розташований у селі Тернове. Напрям течії переважно на південь, русло слабозвивесте. На річці розташовано декілька ставків та водосховищ. У селі Велика Чернігівка впадає до Ковсуга.